# Moviment democràtic de la renovació malgaixa
El Moviment democràtic de la renovació malgaixa (MDRM, en francès: Mouvement démocratique de la rénovation malgache, en malgaix: Hetsika demokratikan'ny fanavaozana malagasy) va ser el primer partit polític format a Madagascar, després de la Conferència de Brazzaville de 1944, durant la qual el General Charles de Gaulle va anunciar que totes les colònies es convertirien en territoris francesos d'ultramar amb dret a representació en l'Assemblea Nacional Francesa.
En la primera Assemblea Constituent de la postguerra convocada a París al novembre de 1945 per a redactar la Constitució de la Quarta República francesa, Madagascar va estar representada per Joseph Raseta i Joseph Ravoahangy que van formar al costat de Jacques Rabemananjara el MDRM juntament amb a principis de 1946. Els tres eren descendents de Hovas que havien exercit càrrecs polítics en el Regne d'Imerina. Era un moviment pacifista l'objectiu del qual era la independència de França. El partit va obtenir un suport massiu que transcendeixo les divisions geogràfiques, ètniques i de classe. Però les elits de Merina Hova van fundar el MDRM no sols amb l'interès d'alliberar a tots els malgaixos del domini francès, sinó també de recuperar el domini polític de Merina després de la independència.
El novembre de 1946, els tres fundadors van ser elegits diputats en l'Assemblea Nacional francesa com a representants de Madagascar. En contraposició a la fundació del MDRM, en 1946 es va formar el PADESM (Parti des déshérités de Madagascar), que va atreure als pobles costaners i els descendents dels esclaus de Merina, però eventualment van excloure per complet a aquests últims.